# Campeonato Uruguayo de Primera División 2004
El Campeonato Uruguayo 2004 fue el 100° torneo de primera división del fútbol uruguayo, correspondiente al año 2004. Contó con la participación de 18 equipos.
El ganador del torneo fue Danubio, que en las finales contra Nacional cayó derrotado 1-4 de visitante en el primer partido, pero ganó de local el segundo partido por 1-0, consagrándose así campeón por la ventaja deportiva conseguida al haber ganado la Tabla Anual. Danubio obtuvo de esta forma su segundo título de Campeón Uruguayo, luego de haber obtenido el título en 1988.

## Sistema de disputa
En el 2004 se mantuvo el sistema de disputa instaurado en 2001, con una salvedad en la puntuación de los grupos en el Torneo Clasificatorio.

### El Clasificatorio
Este torneo de carácter clasificatorio, como lo indica su nombre, fue disputado por los 18 equipos de primera división durante el primer semestre de 2004 a una sola rueda todos contra todos. Los 10 equipos mejor ubicados jugarían en la segunda mitad del 2004 los torneos apertura y clausura.
Reglas de clasificación:
- El primer equipo en la Tabla General clasificaría a la Copa Libertadores 2005 como Uruguay 3.
- Los 10 mejores clasificarían al Apertura y Clausura, sin embargo:
  - Si solo 1 equipo del interior está entre los 10 primeros; el segundo mejor equipo del interior jugará un partido con el peor equipo de Montevideo en el Top-10 siempre y cuando la diferencia entre estos no sea más de 5 puntos.
  - Si ningún equipo del interior está entre los 10 primeros, los dos equipos del interior mejor ubicados jugarán un cuadrangular contra los dos peores equipos de Montevideo en el Top-10 siempre y cuando no estén a más de 5 puntos del décimo equipo de Montevideo.
  - Si más de 3 equipos del interior están entre los 10 primeros, solo los 3 mejores clasificarán, mientras que sus lugares serán ocupados por los mejores equipos de Montevideo que no estén entre los 10 primeros.
- Los equipos que no se clasifiquen, jugarán el reclasificatorio 2004.

### Apertura, Clausura y Permanencia
Durante el segundo semestre de 2004 se disputarían los torneos Apertura y Clausura, y paralelamente el Reclasificatorio.
Para el Reclasificatorio los 8 equipos que lo disputarían arrastrarían el puntaje obtenido en el Clasificatorio. Jugarían dos rondas todos contra todos. Los dos equipos mejor posicionados disputarían la Liguilla, para clasificarse a los torneos continentales de 2005, y descenderían:
- El equipo peor posicionado de Montevideo.
- El equipo peor posicionado del interior (no montevideano).
- El equipo peor posicionado luego de los dos anteriores.

Por otro lado los 10 equipos que se disputarían la obtenión del campeonato uruguayo, jugarían separadamente los torneos Apertura y Clausura, sin arrastrar los puntos del Clasificatorio. Finalmente los ganadores de ambos torneos jugarían una serie final mano a mano para definir al Campeón Uruguayo 2004.

## Torneo Clasificatorio
| Puesto | Equipo              | Pts | PJ | PG | PE | PP | GF | GC | Dif |
| ------ | ------------------- | --- | -- | -- | -- | -- | -- | -- | --- |
| 1°     | Danubio             | 41  | 17 | 12 | 5  | 0  | 32 | 11 | 21  |
| 2°     | Cerrito             | 33  | 17 | 10 | 3  | 4  | 25 | 17 | 8   |
| 3°     | Peñarol             | 32  | 17 | 9  | 5  | 3  | 34 | 17 | 17  |
| 4°     | Nacional            | 29  | 17 | 8  | 5  | 4  | 26 | 15 | 11  |
| 5°     | Liverpool           | 29  | 17 | 8  | 5  | 4  | 24 | 19 | 5   |
| 6°     | Rentistas           | 25  | 17 | 6  | 7  | 4  | 23 | 18 | 5   |
| 7°     | Wanderers           | 25  | 17 | 7  | 4  | 6  | 15 | 18 | -3  |
| 8°     | Fénix               | 24  | 17 | 6  | 6  | 5  | 27 | 21 | 6   |
| 9°     | Defensor Sporting   | 22  | 17 | 5  | 7  | 5  | 22 | 24 | -2  |
| 10°    | Cerro               | 22  | 17 | 7  | 1  | 9  | 21 | 26 | -5  |
| 11°    | Miramar Misiones    | 21  | 17 | 5  | 6  | 6  | 24 | 25 | -1  |
| 12°    | Plaza Colonia       | 18  | 17 | 3  | 9  | 5  | 29 | 32 | -3  |
| 13°    | Deportivo Colonia   | 18  | 17 | 3  | 9  | 5  | 19 | 24 | -5  |
| 14°    | Rocha               | 17  | 17 | 3  | 8  | 6  | 22 | 33 | -11 |
| 15°    | Bella Vista         | 16  | 17 | 4  | 4  | 9  | 15 | 26 | -11 |
| 16°    | Tacuarembó          | 13  | 17 | 3  | 4  | 10 | 18 | 28 | -10 |
| 17°    | Central Español     | 12  | 17 | 2  | 6  | 9  | 14 | 25 | -11 |
| 18°    | Deportivo Maldonado | 11  | 17 | 1  | 8  | 8  | 12 | 23 | -11 |

|  | Clasifica a la Copa Libertadores 2005 como Uruguay 3. |
|  | Clasificado a Apertura y Clausura.                    |

### Repechaje
| Puesto | Equipo            | Pts | PJ | PG | PE | PP | GF | GC | Dif |
| ------ | ----------------- | --- | -- | -- | -- | -- | -- | -- | --- |
| 1°     | Defensor Sporting | 5   | 3  | 1  | 2  | 0  | 3  | 1  | 2   |
| 2°     | Plaza Colonia     | 5   | 3  | 1  | 2  | 0  | 2  | 1  | 1   |
| 3°     | Cerro             | 3   | 3  | 0  | 3  | 0  | 0  | 0  | 0   |
| 4°     | Deportivo Colonia | 1   | 3  | 0  | 1  | 2  | 0  | 3  | -3  |

|  | Clasificado a Apertura y Clausura. |
|  | Clasificado al Reclasificatorio.   |

## Campeonato Uruguayo

### Torneo Apertura
| Puesto | Equipo            | Pts | PJ | PG | PE | PP | GF | GC | Dif |
| ------ | ----------------- | --- | -- | -- | -- | -- | -- | -- | --- |
| 1°     | Nacional          | 21  | 9  | 6  | 3  | 0  | 17 | 6  | 11  |
| 2°     | Defensor Sporting | 20  | 9  | 6  | 2  | 1  | 18 | 7  | 11  |
| 3°     | Danubio           | 18  | 9  | 5  | 3  | 1  | 11 | 5  | 6   |
| 4°     | Liverpool         | 13  | 9  | 3  | 4  | 2  | 13 | 15 | -2  |
| 5°     | Peñarol           | 12  | 9  | 3  | 3  | 3  | 16 | 14 | 2   |
| 6°     | Rentistas         | 11  | 9  | 3  | 2  | 4  | 13 | 13 | 0   |
| 7°     | Plaza Colonia     | 7   | 9  | 1  | 4  | 4  | 8  | 12 | -4  |
| 8°     | Cerrito           | 7   | 9  | 2  | 1  | 6  | 8  | 14 | -6  |
| 9°     | Wanderers         | 7   | 9  | 1  | 4  | 4  | 7  | 13 | -6  |
| 10°    | Fénix             | 4   | 9  | 0  | 4  | 5  | 7  | 19 | -12 |

|  | Ganador del Torneo Apertura, avanza a la final por el Campeonato. |

### Torneo Clausura
| Puesto | Equipo               | Pts | PJ | PG | PE | PP | GF | GC | Dif |
| ------ | -------------------- | --- | -- | -- | -- | -- | -- | -- | --- |
| 1°     | Danubio              | 22  | 9  | 7  | 1  | 1  | 17 | 6  | 11  |
| 2°     | Defensor Sporting    | 19  | 9  | 5  | 4  | 0  | 10 | 4  | 6   |
| 3°     | Nacional             | 15  | 9  | 4  | 3  | 2  | 18 | 12 | 6   |
| 4°     | Liverpool            | 15  | 9  | 5  | 0  | 4  | 17 | 12 | 5   |
| 5°     | Peñarol              | 14  | 9  | 4  | 2  | 3  | 16 | 18 | -2  |
| 6°     | Rentistas            | 10  | 9  | 2  | 4  | 3  | 8  | 17 | -9  |
| 7°     | Fénix                | 9   | 9  | 2  | 3  | 4  | 16 | 16 | 0   |
| 8°     | Montevideo Wanderers | 9   | 9  | 2  | 3  | 4  | 6  | 9  | -3  |
| 9°     | Cerrito              | 8   | 9  | 2  | 2  | 5  | 11 | 16 | -5  |
| 10°    | Plaza Colonia        | 2   | 9  | 0  | 2  | 7  | 7  | 16 | -9  |

|  | Ganador del Torneo Clausura, avanza a la final por el Campeonato. |

### Final
| 12 de diciembre de 2004 | Nacional                                     | 4:1 (3:1) | Danubio   | Estadio Centenario, Montevideo                               |                                                              |
|                         | M. Ligüera 32' · Méndez 41' 45' · Coelho 85' | Reporte   | Risso 26' | Asistencia: 60.000 espectadores Árbitro(s): Fernando Cabrera | Asistencia: 60.000 espectadores Árbitro(s): Fernando Cabrera |

| 15 de diciembre de 2004                                                         | Danubio       | 1:0 (0:0) | Nacional | Estadio Jardines del Hipódromo, Montevideo                  |                                                             |
|                                                                                 | Perrone 90+3' | Reporte   |          | Asistencia: 10.000 espectadores Árbitro(s): Roberto Silvera | Asistencia: 10.000 espectadores Árbitro(s): Roberto Silvera |
| Danubio se consagró campeón por haber ganado el clasificatorio y la tabla anual |               |           |          |                                                             |                                                             |

|                                           |
| Bandera de Uruguay                        |
| Campeón Uruguayo 2004 Danubio 2.do título |

## Reclasificatorio
| Puesto | Equipo              | Pts | PJ | PG | PE | PP | GF | GC | Dif |
| ------ | ------------------- | --- | -- | -- | -- | -- | -- | -- | --- |
| 11°    | Tacuarembó          | 43  | 31 | 12 | 7  | 12 | 42 | 39 | 3   |
| 12°    | Miramar Misiones    | 39  | 31 | 9  | 12 | 10 | 47 | 51 | -4  |
| 13°    | Deportivo Colonia   | 37  | 31 | 7  | 16 | 8  | 38 | 44 | -6  |
| 14°    | Rocha               | 35  | 31 | 8  | 11 | 12 | 41 | 51 | -10 |
| 15°    | Cerro               | 34  | 31 | 9  | 7  | 15 | 36 | 46 | -10 |
| 16°    | Central Español     | 33  | 31 | 7  | 12 | 12 | 30 | 36 | -6  |
| 17°    | Bella Vista         | 29  | 31 | 7  | 8  | 16 | 33 | 51 | -18 |
| 18°    | Deportivo Maldonado | 28  | 31 | 5  | 13 | 13 | 34 | 48 | -14 |

|  | Clasificado a la Ronda de Clasificación a la Liguilla.                    |
|  | Desciende a la Segunda División como el peor equipo no capitalino.        |
|  | Descienden a la Segunda División como los dos peores equipos capitalinos. |

## Goleadores
Se tienen en cuenta para la siguiente tabla de goleadores, los goles anotados en los torneos Clasificatorio, Repechaje, Apertura, Clausura y Reclasificatorio.
| Jugador           | Equipo            | Goles |
| ----------------- | ----------------- | ----- |
| Alexander Medina  | Nacional          | 26    |
| Carlos Bueno      | Peñarol           | 26    |
| Gonzalo Vargas    | Defensor Sporting | 20    |
| Leonardo Medina   | Liverpool         | 19    |
| Pedro Cardoso     | Rocha             | 18    |
| Everaldo Ferreira | Cerrito           | 17    |
| Miguel Ximénez    | Plaza Colonia     | 17    |

## Clasificación a torneos continentales
Danubio se clasificó a la Copa Libertadores 2005 como Uruguay 1 por ser el campeón uruguayo y Nacional como Uruguay 2 por ser el subcampeón.
El tercer clasificado de Uruguay será el ganador de la Liguilla Pre-Libertadores 2004.
Los clasificados para disputar dicha Liguilla serán:
- Los 4 equipos mejores ubicados en la Tabla Anual(sin contar a Nacional y Danubio, ya clasificados para la Libertadores).
- Los 2 equipos mejores ubicados en la Ronda de Clasificación. A dicha ronda acceden:
  - Los dos mejores equipos del Torneo Reclasificación
  - Los dos peores equipos de la Tabla Anual

### Tabla Anual (Acumulada)
La tabla anual se compuso con la suma de los puntos obtenidos en el Clasificatorio contra los equipos clasificados para jugar por el título, más los obtenidos en los torneos Apertura y Clausura. Sin contar a Nacional y Danubio, ya clasificados para la Libertadores, los restantes mejores cuatro equipos jugaron la Liguilla.
| Puesto | Equipo               | Pts | PJ | PG | PE | PP | GF | GC | Dif |
| ------ | -------------------- | --- | -- | -- | -- | -- | -- | -- | --- |
| 1°     | Danubio              | 61  | 27 | 18 | 7  | 2  | 40 | 11 | 29  |
| 2°     | Defensor Sporting    | 49  | 27 | 13 | 10 | 4  | 43 | 29 | 14  |
| 3°     | Nacional             | 45  | 27 | 12 | 9  | 6  | 43 | 25 | 18  |
| 4°     | Peñarol              | 44  | 27 | 12 | 8  | 7  | 51 | 41 | 10  |
| 5°     | Liverpool            | 41  | 27 | 12 | 5  | 10 | 44 | 42 | 2   |
| 6°     | Rentistas            | 28  | 27 | 6  | 10 | 11 | 29 | 43 | -14 |
| 7°     | Montevideo Wanderers | 27  | 27 | 6  | 9  | 15 | 18 | 34 | -16 |
| 8°     | Cerrito              | 26  | 27 | 7  | 5  | 15 | 30 | 45 | -15 |
| 9°     | Fénix                | 24  | 27 | 5  | 9  | 13 | 35 | 47 | -12 |
| 10°    | Plaza Colonia        | 18  | 27 | 2  | 12 | 13 | 28 | 44 | -16 |

|  | Clasifican a la Liguilla Pre-Libertadores. |

### Liguilla Pre-Libertadores

#### Ronda de Clasificación
| Pos. | Equipo           | Pts. | PJ | PG | PE | PP | GF | GC | Dif. |
| ---- | ---------------- | ---- | -- | -- | -- | -- | -- | -- | ---- |
| 1°   | Tacuarembó       | 7    | 3  | 2  | 1  | 0  | 2  | 0  | 2    |
| 2°   | Fénix            | 6    | 3  | 2  | 0  | 1  | 5  | 1  | 4    |
| 3°   | Miramar Misiones | 2    | 3  | 0  | 2  | 1  | 1  | 3  | -2   |
| 4°   | Plaza Colonia    | 1    | 3  | 0  | 1  | 2  | 1  | 5  | -4   |

|  | Clasifica a los cuartos de final. |

#### Cuartos de final

##### Ida
| 3 de enero de 2005 | Fénix                     | 2:2     | Defensor Sporting          |  |  |
|                    | Segales 70' · Vigneri 95' | Reporte | Peinado 74' · de Souza 81' |  |  |

| 3 de enero de 2005 | Tacuarembó | 0:2     | Peñarol                   |  |  |
|                    |            | Reporte | Rodríguez 17' · Bueno 52' |  |  |

| 3 de enero de 2005 | Cerrito                     | 2:1     | Liverpool  |  |  |
|                    | Everaldo 47' · Rottondo 91' | Reporte | Medina 70' |  |  |

| 3 de enero de 2005 | Wanderers | 0:1     | Rentistas    |  |  |
|                    |           | Reporte | Villazán 70' |  |  |

##### Vuelta
| 6 de enero de 2005 | Defensor Sporting | 1:0     | Fénix |  |  |
|                    | Pereira 43'       | Reporte |       |  |  |

| 6 de enero de 2005 | Peñarol    | 1:1     | Tacuarembó |  |  |
|                    | García 94' | Reporte | Leal 82'   |  |  |

| 6 de enero de 2005 | Liverpool      | 2:1 (3:4 p.) | Cerrito      |  |  |
|                    | Toya 90' · 92' | Reporte      | Everaldo 82' |  |  |

| 6 de enero de 2005 | Rentistas  | 1:1     | Wanderers   |  |  |
|                    | Webber 20' | Reporte | Ramírez 40' |  |  |

#### Semifinales

##### Ida
| 9 de enero de 2005 | Rentistas | 0:1     | Defensor Sporting |  |  |
|                    |           | Reporte | Taborda 73'       |  |  |

| 9 de enero de 2005 | Cerrito                | 2:2     | Peñarol                      |  |  |
|                    | Acosta 47' · Russo 55' | Reporte | Pizzichillo 70' · Cedrés 84' |  |  |

##### Vuelta
| 12 de enero de 2005 | Defensor Sporting                                | 4:1     | Rentistas |  |  |
|                     | Jaume 40' · Taborda 57', 90+2' · Rodríguez 90+4' | Reporte | Savio 84' |  |  |

| 12 de enero de 2005 | Peñarol       | 1:0     | Cerrito |  |  |
|                     | Apellaniz 65' | Reporte |         |  |  |

#### Final

##### Ida
| 16 de enero de 2005 | Peñarol        | 2:1     | Defensor Sporting |  |  |
|                     | Bueno 62', 64' | Reporte | Rodríguez 55'     |  |  |

##### Vuelta
| 19 de enero de 2005 | Defensor Sporting             | 2:2     | Peñarol                    |  |  |
|                     | Rodríguez 40' · Semperena 44' | Reporte | Pizzichillo 2' · Diogo 83' |  |  |

| Uruguay                                    |
| Campeón Liguilla 2004 Peñarol 12.mo título |

### Equipos clasificados

#### Copa Libertadores 2005
|   | Equipo   | Clasificación como               |
| - | -------- | -------------------------------- |
| 1 | Danubio  | Campeón Primera División 2004    |
| 2 | Nacional | Subcampeón Primera División 2004 |
| 3 | Peñarol  | Campeón Liguilla 2004            |

#### Copa Sudamericana 2005
|   | Equipo            | Clasificación como            |
| - | ----------------- | ----------------------------- |
| 1 | Danubio           | Campeón Primera División 2004 |
| 2 | Defensor Sporting | Subcampeón Liguilla 2004      |